# 1988–1989-es osztrák labdarúgó-bajnokság (első osztály)
Az 1988–1989-es osztrák labdarúgó-bajnokság az osztrák labdarúgó-bajnokság legmagasabb osztályának hetvennyolcadik alkalommal megrendezett bajnoki éve volt.
A pontvadászat 12 csapat részvételével zajlott. A bajnokságot a Swarovski Tirol csapata nyerte.

## Lebonyolítási rendszer
Az alapszakasz 12 csapat részvételével zajlott, melyben a csapatok oda-vissza játszottak egymással. Az alapszakasz végén az első 8 helyen végzett együttes a felsőházban (Meister-Playoff), az utolsó 4 helyezett együttes a másodosztály első négy helyezettjével kiegészülve az alsóházban (Mittleres Playoff) folytatta.

## Alapszakasz
| #  | Csapat                | M  | Gy | D  | V  | RG | KG | P  |
| -- | --------------------- | -- | -- | -- | -- | -- | -- | -- |
| 1  | FC Swarovski Tirol    | 22 | 15 | 3  | 4  | 50 | 25 | 33 |
| 2  | Admira Wacker         | 22 | 13 | 5  | 4  | 45 | 27 | 31 |
| 3  | FK Austria Wien       | 22 | 12 | 6  | 4  | 54 | 26 | 30 |
| 4  | VSE Sankt Pölten      | 22 | 10 | 5  | 7  | 34 | 34 | 25 |
| 5  | SK Rapid Wien         | 22 | 10 | 4  | 8  | 35 | 26 | 24 |
| 6  | First Vienna FC       | 22 | 6  | 10 | 6  | 31 | 34 | 22 |
| 7  | Grazer AK             | 22 | 7  | 8  | 7  | 27 | 37 | 22 |
| 8  | Wiener SC             | 22 | 8  | 4  | 10 | 40 | 43 | 20 |
| 9  | SK Vorwärts Steyr     | 22 | 5  | 8  | 9  | 21 | 31 | 18 |
| 10 | SK Austria Klagenfurt | 22 | 5  | 6  | 11 | 29 | 47 | 16 |
| 11 | SK Sturm Graz         | 22 | 3  | 6  | 13 | 21 | 35 | 12 |
| 12 | Linzer ASK            | 22 | 3  | 5  | 14 | 21 | 43 | 11 |

## Rájátszás

### Felsőház
| # | Csapat             | M  | Gy | D  | V  | RG | KG | P  |
| - | ------------------ | -- | -- | -- | -- | -- | -- | -- |
| 1 | FC Swarovski Tirol | 36 | 24 | 7  | 5  | 78 | 38 | 39 |
| 2 | Admira Wacker      | 36 | 20 | 8  | 8  | 78 | 52 | 33 |
| 3 | FK Austria Wien    | 36 | 18 | 10 | 8  | 76 | 44 | 31 |
| 4 | SK Rapid Wien      | 36 | 17 | 7  | 12 | 67 | 40 | 29 |
| 5 | First Vienna FC    | 36 | 12 | 13 | 11 | 59 | 59 | 26 |
| 6 | Wiener SC          | 36 | 13 | 6  | 17 | 60 | 70 | 22 |
| 7 | Grazer AK          | 36 | 11 | 9  | 16 | 37 | 64 | 20 |
| 8 | VSE Sankt Pölten   | 36 | 10 | 9  | 17 | 44 | 68 | 17 |

### Alsóház
| # | Csapat                     | M  | Gy | D | V  | RG | KG | P  |
| - | -------------------------- | -- | -- | - | -- | -- | -- | -- |
| 1 | SK Sturm Graz              | 14 | 9  | 3 | 2  | 32 | 13 | 21 |
| 2 | SK Vorwärts Steyr          | 14 | 7  | 5 | 2  | 26 | 17 | 19 |
| 3 | SV Casino Salzburg (D2)    | 14 | 8  | 1 | 5  | 18 | 20 | 17 |
| 4 | Kremser SC (D2)            | 14 | 7  | 2 | 5  | 24 | 17 | 16 |
| 5 | Linzer ASK                 | 14 | 6  | 2 | 6  | 22 | 20 | 14 |
| 6 | SK Austria Klagenfurt      | 14 | 5  | 3 | 6  | 21 | 24 | 13 |
| 7 | SV Flavia Solva Wagna (D2) | 14 | 3  | 3 | 8  | 9  | 25 | 9  |
| 8 | SC Kufstein (D2)           | 14 | 1  | 1 | 12 | 12 | 28 | 3  |

(D2) – Másodosztályú csapatok.
- A Swarovski Tirol az 1988-89-es szezon bajnoka.
- A Swarovski Tirol részt vett az 1989–90-es bajnokcsapatok Európa-kupájában.
- Az Admira Wacker részt vett az 1989–90-es kupagyőztesek Európa-kupájában.
- Az Austria Wien, a Rapid Wien és a First Vienna FC részt vett az 1989–90-es UEFA-kupában.
- A Linzer ASK és az Austria Klagenfurt kiesett a másodosztályba (Erste Liga).